# Järveküla (Orissaare)
Järveküla – wieś w Estonii, w prowincji Sarema, w gminie Orissaare. 1 stycznia 2007 roku wieś zamieszkiwało 13 osób.